# Ložišća
Ložišća, dawniej Ložišće – wieś w Chorwacji, w żupanii splicko-dalmatyńskiej, w gminie Milna. W 2011 roku liczyła 139 mieszkańców.
Jest położona w zachodniej części wyspy Brač, na wysokości 83 m n.p.m. We wsi znajduje się kościół pw. św. Jana i Pawła z 1820 roku.